# Есть мечты — будут и путешествия
«Есть мечты — будут и путешествия» (англ. Have Dreams, Will Travel, также англ. West Texas Lullaby, англ. Dream it out Loud) — американский фильм-драма 2007 года сценариста и режиссёра Брэда Айзекса.

## Сюжет
12-летний мальчик Бен, мечтающий стать бейсболистом, живёт в 1960-х годах с родителями на западе Техаса. Его мать одержима кинозвёздами и изменяет мужу со случайными мужчинами, похожими на актёров. Отец же предпочитает этого не замечать, так как ему нет ни до чего дела, кроме своей лодки, которая ему совершенно ни к чему, так как плавать в их местности негде.
Однажды в их городке происходит авария, в которой гибнет семейная пара, в живых остаётся только их дочь Кес, ровесница Бена. Родители Бена решают приютить девочку у себя, пока она не поправится, чтобы отправиться к своей бабушке. Бен и Кес понравились друг другу. Кес убедила Бена, что ему незачем оставаться больше с родителями и что он должен бежать с ней к её тёте и дяде, которые живут в Балтиморе. Бен соглашается, и так начинается их путешествие через полстраны.

## В ролях
| Актёр            | Роль                         |
| ---------------- | ---------------------------- |
| Кейден Бойд      | Бенджамин Рейнольдс          |
| АннаСофия Робб   | Кесси Кеннингтон             |
| Лара Флинн Бойл  | миссис Рейнолдс              |
| Мэттью Модайн    | мистер Рейнолдс              |
| Мэри Эванс       | миссис Кеннингтон            |
| Уильям Лоренс    | мистер Аллен Кеннингтон      |
| Хизер Грэм       | тётя Кесси                   |
| Дилан Макдермотт | дядя Кесси                   |
| Вэл Килмер       | Хендерсон                    |
| Рамси Скотт      | жена Хендерсона              |
| Стивен Рут       | шериф Брок                   |
| Тоби Хасс        | помощник шерифа Рэймонд Уорд |
| Этан Филлипс     | предприниматель              |
| Шон Броснан      | Нил                          |

## Релиз
Премьера фильма состоялась 21 мая 2007 года на Каннском кинофестивале во Франции. 19 октября 2007 года фильм был показан на Римском кинофестивале.
Из-за нехватки средств фильм остался малоизвестным. На DVD был выпущен только в Бразилии в феврале 2008 года как Em Busca da Felicidade («В поисках счастья»). Существует только любительский перевод на русский язык.

## Критика
Джей Вайссберг подверг критике сценарий фильма и реплики персонажей, так же он заявил о трудности определить на какую аудиторию рассчитана лента.